# Elezioni parlamentari in Danimarca del 2022
Le Elezioni parlamentari in Danimarca del 2022 si sono svolte il 1º novembre per il rinnovo del Folketing, il parlamento del paese.
Esse sono state indette in anticipo rispetto alla scadenza naturale della legislatura (prevista sette mesi dopo), su richiesta dello stesso Primo ministro uscente, Mette Frederiksen, per via di alcune tensioni con il partito Sinistra Radicale (SV) in merito alla gestione della pandemia di COVID-19 nel paese (specialmente per quanto riguarda lo scandalo dei visoni). Tali tensioni, difatti, erano culminate in un clima politico molto favorevole all’approvazione di una possibile mozione di sfiducia verso il governo in carica (che non godeva di una maggioranza assoluta e quindi doveva appoggiarsi ad altri partiti più piccoli di sinistra), mettendo così in difficoltà il governo.
Nelle fasi iniziali dello spoglio preliminare, veniva data per probabile la situazione in cui nessuna coalizione avrebbe potuto ottenere una maggioranza; alla fine, tuttavia, i partiti di sinistra sono riusciti a mantenere la loro maggioranza grazie al risultato dei partiti affiliati al blocco di centro-sinistra nelle Fær Øer e in Groenlandia, vedendo però il loro vantaggio ridotto ad un solo seggio.
Complessivamente, i Socialdemocratici (S) al governo hanno raggiunto il migliore risultato in 20 anni, con circa il 27,5% dei voti, mentre i Social Liberali (SV) hanno ottenuto il peggior risultato di sempre. Il principale partito di opposizione, Venstre (V), ha conseguito pesanti perdite, perdendo circa il 44% dei propri seggi. Due dei nuovi partiti che hanno presentato liste, i Moderati (M) ed i Democratici Danesi (Æ), hanno ottenuto rispettivamente 16 e 14 seggi, divenendo il terzo ed il quinto partito maggiore al Parlamento.
In seguito all'esito elettorale, Mette Frederiksen, Ministro di Stato uscente ed espressione dei Socialdemocratici, è stata riconfermata capo del governo, ma non con la risicata maggioranza (90 seggi su 179) che il blocco elettorale pentapartitico da lei guidato ha comunque ottenuto in questa tornata elettorale, bensì con una nuova maggioranza trasversale e di larghe intese comprendente il centro-destra liberale ed i centristi-moderati, da cui è scaturito, su volere della stessa Prima Ministra, il Governo Frederiksen II.

## Sistema elettorale
I 179 membri del Folketing sono eletti in Danimarca (175), nelle Fær Øer (2) e in Groenlandia (2). Dei 175 seggi in Danimarca, solo 135 seggi sono eletti in dieci circoscrizioni plurinominali tramite un sistema di rappresentanza proporzionale basato sul metodo D'Hondt, mentre i rimanenti 40 sono definiti “di livellamento”, poiché sono assegnati ai partiti al fine di compensare qualsiasi squilibrio nella distribuzione dei seggi elettorali. La soglia per ottenere un livellamento dei seggi è del 2%.

## Risultati
Danimarca
| Socialdemocratici                | 971 995   | 27,50 | 50  |  |  |  |
| Venstre                          | 470 546   | 13,32 | 23  |  |  |  |
| Moderati                         | 327 699   | 9,27  | 16  |  |  |  |
| Partito Popolare Socialista      | 293 186   | 8,30  | 15  |  |  |  |
| Democratici Danesi               | 286 796   | 8,12  | 14  |  |  |  |
| Alleanza Liberale                | 278 656   | 7,89  | 14  |  |  |  |
| Partito Popolare Conservatore    | 194 820   | 5,51  | 10  |  |  |  |
| Lista dell'Unità - I Rosso-Verdi | 181 452   | 5,13  | 9   |  |  |  |
| Sinistra Radicale                | 133 931   | 3,79  | 7   |  |  |  |
| Nuova Destra                     | 129 524   | 3,67  | 6   |  |  |  |
| L'Alternativa                    | 117 567   | 3,33  | 6   |  |  |  |
| Partito Popolare Danese          | 93 428    | 2,64  | 5   |  |  |  |
| Verdi Indipendenti               | 31 787    | 0,90  | –   |  |  |  |
| Democratici Cristiani            | 18 276    | 0,52  | –   |  |  |  |
| Indipendenti                     | 4 288     | 0,12  | –   |  |  |  |
| Fær Øer e Groenlandia            | –         | –     | 4   |  |  |  |
| Totale                           | 3 533 951 | 100   | 179 |  |  |  |
|                                  |           |       |     |  |  |  |
| Voti non validi                  | 58 871    | 1,64  |     |  |  |  |
| Votanti                          | 3 592 822 | 84,16 |     |  |  |  |
| Elettori                         | 4 269 048 |       |     |  |  |  |

Fær Øer
| Partito dell'Unione      | 8 198  | 30,19 | 1 |  |  |  |
| Partito dell'Uguaglianza | 7 659  | 28,20 | 1 |  |  |  |
| Partito della Repubblica | 4 927  | 18,14 | – |  |  |  |
| Partito Popolare Faroese | 4 222  | 15,55 | – |  |  |  |
| Partito di Centro        | 1 217  | 4,48  | – |  |  |  |
| Partito del Progresso    | 936    | 3,45  | – |  |  |  |
| Totale                   | 27 159 | 100   | 2 |  |  |  |
|                          |        |       |   |  |  |  |
| Voti non validi          | 219    | 0,80  |   |  |  |  |
| Votanti                  | 27 378 | 71,32 |   |  |  |  |
| Elettori                 | 38 387 |       |   |  |  |  |

Groenlandia
| Siumut                     | 7 424  | 38,58 | 1 |  |  |  |
| Inuit Ataqatigiit          | 4 852  | 25,21 | 1 |  |  |  |
| Democratici                | 3 656  | 19,00 | – |  |  |  |
| Naleraq                    | 2 416  | 12,55 | – |  |  |  |
| Atassut                    | 720    | 3,74  | – |  |  |  |
| Partito della Cooperazione | 176    | 0,91  | – |  |  |  |
| Totale                     | 19 244 | 100   | 2 |  |  |  |
|                            |        |       |   |  |  |  |
| Voti non validi            | 490    | 2,48  |   |  |  |  |
| Votanti                    | 19 734 | 47,78 |   |  |  |  |
| Elettori                   | 41 305 |       |   |  |  |  |

| Riepilogo dei voti (+/- elezioni 2019)  | Riepilogo dei voti (+/- elezioni 2019) | Riepilogo dei voti (+/- elezioni 2019) | Riepilogo dei voti (+/- elezioni 2019) | Riepilogo dei voti (+/- elezioni 2019) | Riepilogo dei voti (+/- elezioni 2019) | Riepilogo dei voti (+/- elezioni 2019) |
| --------------------------------------- | -------------------------------------- | -------------------------------------- | -------------------------------------- | -------------------------------------- | -------------------------------------- | -------------------------------------- |
| Socialdemocratici                       | Socialdemocratici                      | Socialdemocratici                      |                                        |                                        | 27,50%                                 | ▲ 1,60                                 |
| Venstre                                 | Venstre                                | Venstre                                |                                        |                                        | 13,31%                                 | ▼ 10,08                                |
| Moderati                                | Moderati                               | Moderati                               |                                        |                                        | 9,27%                                  | Nuovo                                  |
| Partito Popolare Socialista             | Partito Popolare Socialista            | Partito Popolare Socialista            |                                        |                                        | 8,30%                                  | ▲ 0,59                                 |
| Democratici Danesi                      | Democratici Danesi                     | Democratici Danesi                     |                                        |                                        | 8,12%                                  | Nuovo                                  |
| Alleanza Liberale                       | Alleanza Liberale                      | Alleanza Liberale                      |                                        |                                        | 7,87%                                  | ▲ 5,54                                 |
| Partito Popolare Conservatore           | Partito Popolare Conservatore          | Partito Popolare Conservatore          |                                        |                                        | 5,51%                                  | ▼ 1,11                                 |
| Lista dell'Unità - I Rosso-Verdi        | Lista dell'Unità - I Rosso-Verdi       | Lista dell'Unità - I Rosso-Verdi       |                                        |                                        | 5,13%                                  | ▼ 1,81                                 |
| Sinistra Radicale                       | Sinistra Radicale                      | Sinistra Radicale                      |                                        |                                        | 3,79%                                  | ▼ 4,84                                 |
| Nuova Destra                            | Nuova Destra                           | Nuova Destra                           |                                        |                                        | 3,67%                                  | ▲ 1,31                                 |
| L'Alternativa                           | L'Alternativa                          | L'Alternativa                          |                                        |                                        | 3,33%                                  | ▲ 0,38                                 |
| Partito Popolare Danese                 | Partito Popolare Danese                | Partito Popolare Danese                |                                        |                                        | 2,64%                                  | ▼ 6,10                                 |
| Verdi Indipendenti                      | Verdi Indipendenti                     | Verdi Indipendenti                     |                                        |                                        | 0,90%                                  | Nuovo                                  |
| Democratici Cristiani                   | Democratici Cristiani                  | Democratici Cristiani                  |                                        |                                        | 0,52%                                  | ▼ 1,21                                 |
| Altri                                   | Altri                                  | Altri                                  |                                        |                                        | 0,89%                                  |                                        |
| Riepilogo dei seggi (+/- elezioni 2019) |                                        |                                        |                                        |                                        |                                        |                                        |
|                                         |                                        |                                        |                                        |                                        |                                        |                                        |
| EL-Ø                                    | 9                                      | ▼ 4                                    |                                        | SF                                     | 15                                     | ▲ 1                                    |
| IA                                      | 1                                      | ━                                      |                                        | A                                      | 6                                      | ▲ 1                                    |
| SD                                      | 50                                     | ▲ 2                                    |                                        | S                                      | 1                                      | ━                                      |
| C/JF                                    | 1                                      | ━                                      |                                        | RV                                     | 7                                      | ▼ 9                                    |
| M                                       | 16                                     | Nuovo                                  |                                        | LA                                     | 14                                     | ▲ 10                                   |
| B                                       | 1                                      | ━                                      |                                        | V                                      | 23                                     | ▼ 20                                   |
| DKF                                     | 10                                     | ▲ 2                                    |                                        | DD                                     | 14                                     | Nuovo                                  |
| DF                                      | 5                                      | ▼ 11                                   |                                        | NB                                     | 6                                      | ▲ 2                                    |